# Selenidium annulatum
Selenidium annulatum is een soort in de taxonomische indeling van de Myzozoa, een stam van microscopische parasitaire dieren. Het organisme komt uit het geslacht Selenidium en behoort tot de familie Selenidiidae. Selenidium annulatum werd in 1984 ontdekt door Levine.